# Luca Paolini
Luca Paolini (Milán, 17 de enero de 1977) es un ciclista italiano. Hizo su debut como profesional en el año 2000 en el seno del equipo italiano Mapei y se retiró en 2015 tras militar desde el año 2011 en el equipo ruso Katusha.
En la temporada 2015 consiguió la victoria en la clásica belga Gante-Wevelgem, su estrategia fue atacar a sus compañeros de fuga a falta de 6,5 kilómetros a meta, consiguió sacar unos metros y mantener esa diferencia hasta la línea de meta después de seis horas y 20 minutos de carrera.
En el Tour de Francia 2015 dio positivo por cocaína en un control realizado en la cuarta etapa de la competición,su equipo lo apartó de la competición. El 27 de diciembre de 2015 admitió su adicción a los somníferos y reconoció que esa dependencia le llevó a la cocaína dos semanas antes del inicio del Tour de Francia 2015. La suspensión final fue de 18 meses.

## Palmarés
| 1998 - Giro del Canavese 1999 - Trofeo de Ciudad de Brescia 2000 - 1 etapa de la Vuelta a Argentina - 1 etapa del Tour de Normandía - 1 etapa del Tour del Porvenir 2001 - Gran Premio de Lugano 2002 - Giro del Piamonte 2003 - Gran Premio Bruno Beghelli 2004 - Flecha Brabanzona - 3.º en el Campeonato Mundial en Ruta 2005 - 1 etapa del Tour de Valonia - 2 etapas de la Vuelta a Gran Bretaña | 2006 - Gran Premio Ciudad de Camaiore - 1 etapa de la Vuelta a España 2007 - 1 etapa de los Tres días de La Panne 2008 - Trofeo Laigueglia - Coppa Placci 2009 - 1 etapa de la Semana Lombarda - 3.º en el Campeonato de Italia en Ruta - Coppa Bernocchi 2013 - Omloop Het Nieuwsblad - 1 etapa del Giro de Italia 2015 - Gante-Wevelgem |

## Resultados en Grandes Vueltas y Campeonatos del Mundo
| Carrera         | Carrera         | 2000 | 2001  | 2002 | 2003 | 2004 | 2005 | 2006 | 2007 | 2008 | 2009 | 2010 | 2011  | 2012  | 2013  | 2014  | 2015  |
| --------------- | --------------- | ---- | ----- | ---- | ---- | ---- | ---- | ---- | ---- | ---- | ---- | ---- | ----- | ----- | ----- | ----- | ----- |
|                 | Giro de Italia  | —    | —     | —    | —    | —    | —    | —    | —    | —    | —    | —    | —     | —     | 59.º  | 111.º | 111.º |
|                 | Tour de Francia | —    | —     | —    | 69.º | —    | —    | 99.º | —    | —    | —    | —    | —     | 108.º | —     | 136.º | Ab.   |
|                 | Vuelta a España | —    | 106.º | —    | —    | Ab.  | —    | Ab.  | —    | —    | —    | —    | 135.º | —     | 107.º | —     | —     |
| Mundial en Ruta | Mundial en Ruta | —    | —     | —    | 8.º  | 3.º  | 72.º | 38.º | —    | Ab.  | 65.º | 38.º | 106.º | 75.º  | Ab.   | —     | —     |

—: no participa
Ab.: abandono

## Equipos
- Mapei-Quick Step (2000-2002)
- Quick Step (2003-2005)
  - Quick Step-Davitamon (2003-2004)
  - Quick Step (2005)
- Liquigas (2006-2007)
- Acqua & Sapone
  - Acqua & Sapone-Caffè Mokambo (2008-2009)
  - Acqua & Sapone-D'Angelo & Antenucci (2010)
- Katusha (2011-2015)
  - Katusha Team (2011-2013)
  - Team Katusha (2014-2015)